# 富山地方鉄道10020形電車

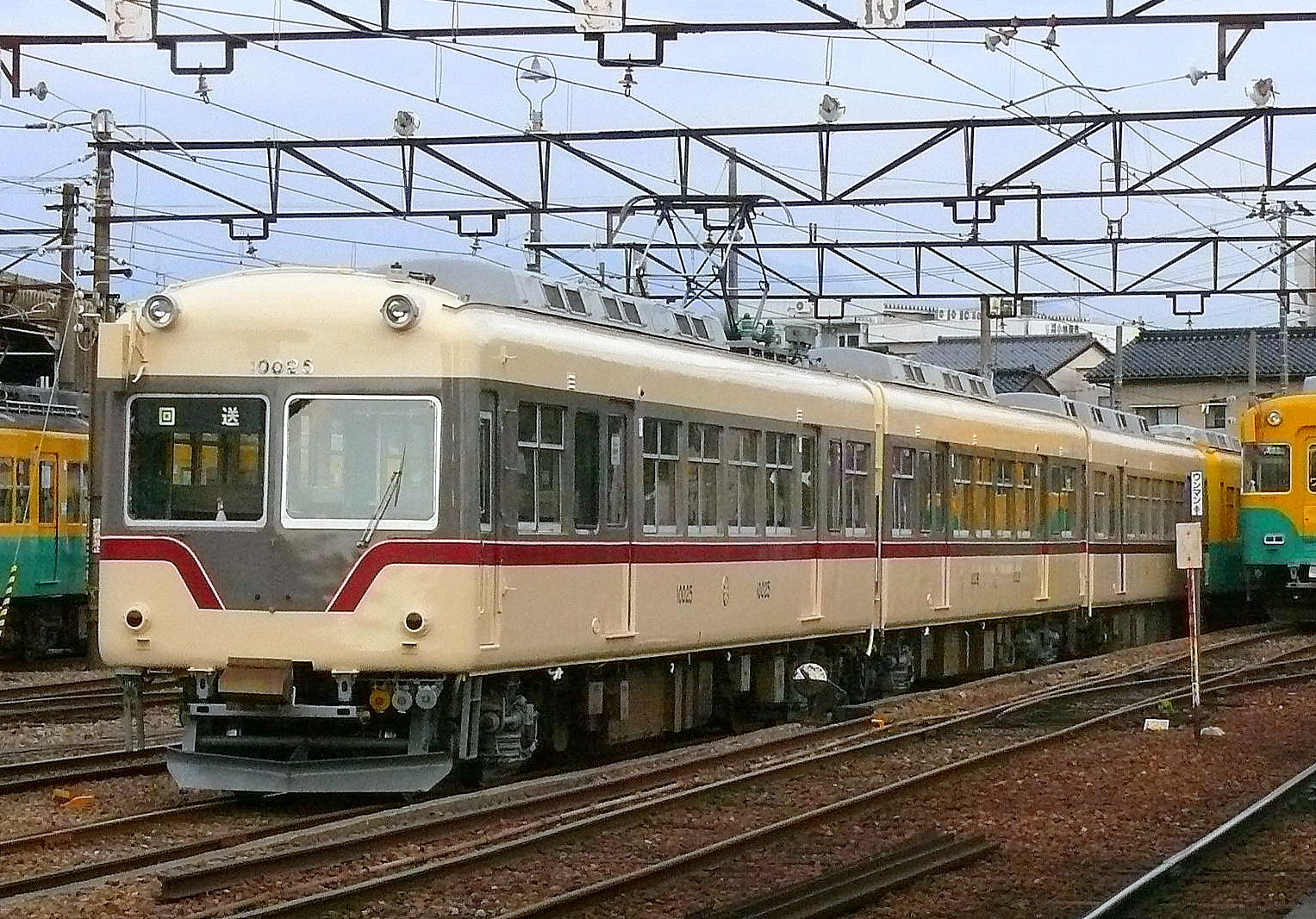
10020形（モハ10025-10026）。クハ173との3両編成。
（2010年10月16日）

富山地方鉄道10020形電車（とやまちほうてつどう10020がたでんしゃ）は、1961年に登場した富山地方鉄道（地鉄）の電車である。

## 概要
75kwの主電動機を各車に搭載した、日本車輌製造製の18m2扉車。中空軸平行カルダン駆動、抵抗制御である。地鉄で初めて、ユニット方式を採用した形式でもある。

## 構造

### 車体
いわゆる日本車輌標準タイプの車体で、同系車として翌年に増備された14720形がある。後に製造された14760形にも基本デザインが踏襲されている。なお付随車のサハ220形は、第1編成のサハ221のみ全長17.3mと短く、第2・第3編成のサハ223・224は全長18.6mと長くなっている。
塗装は富山の県鳥である雷鳥をイメージした、クリームとグレーのベースに、ワインレッドのラインが入ったデザインとなっている。その後、第1・第2編成（モハ10021-10022・10023-10024）は10030形と同様の新塗装（黄色と緑色のツートン）に塗り替えられたが、第3編成（モハ10025-10026）は引退まで原色を保っていた。

### 内装
オール転換クロスシートであるが、第1編成のみ車端部はロングシートであった。

### 台車
- NA-303（新製時、第1編成）後にFS-510に変更。
- NA-313（新製時、第2・3編成）後にFS-510に変更。

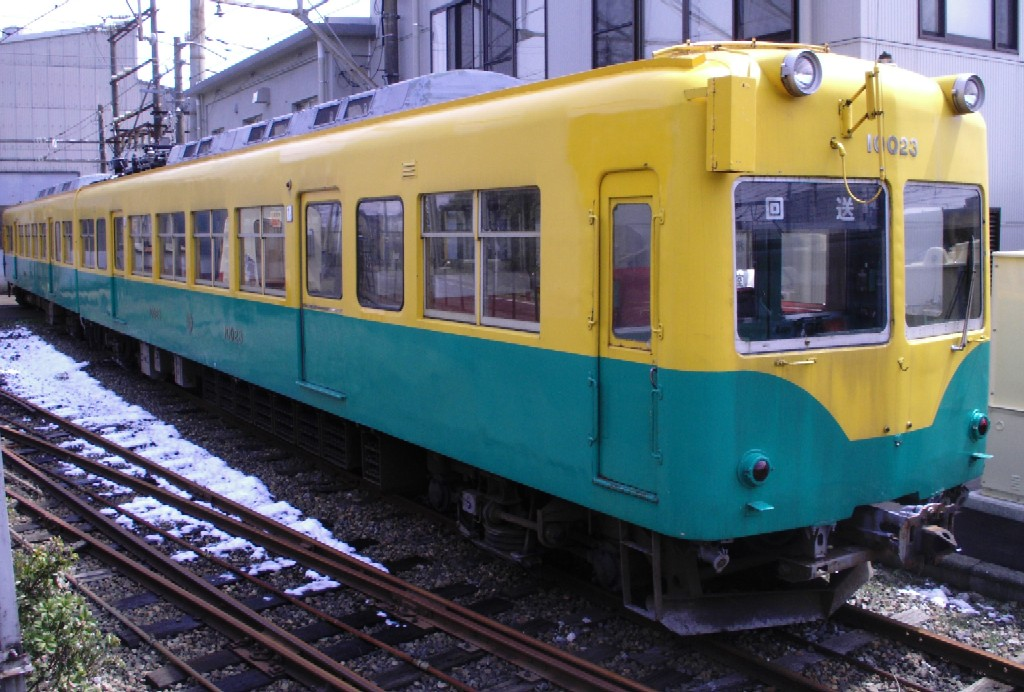
第2編成のモハ10023-10024 （2006年4月1日）
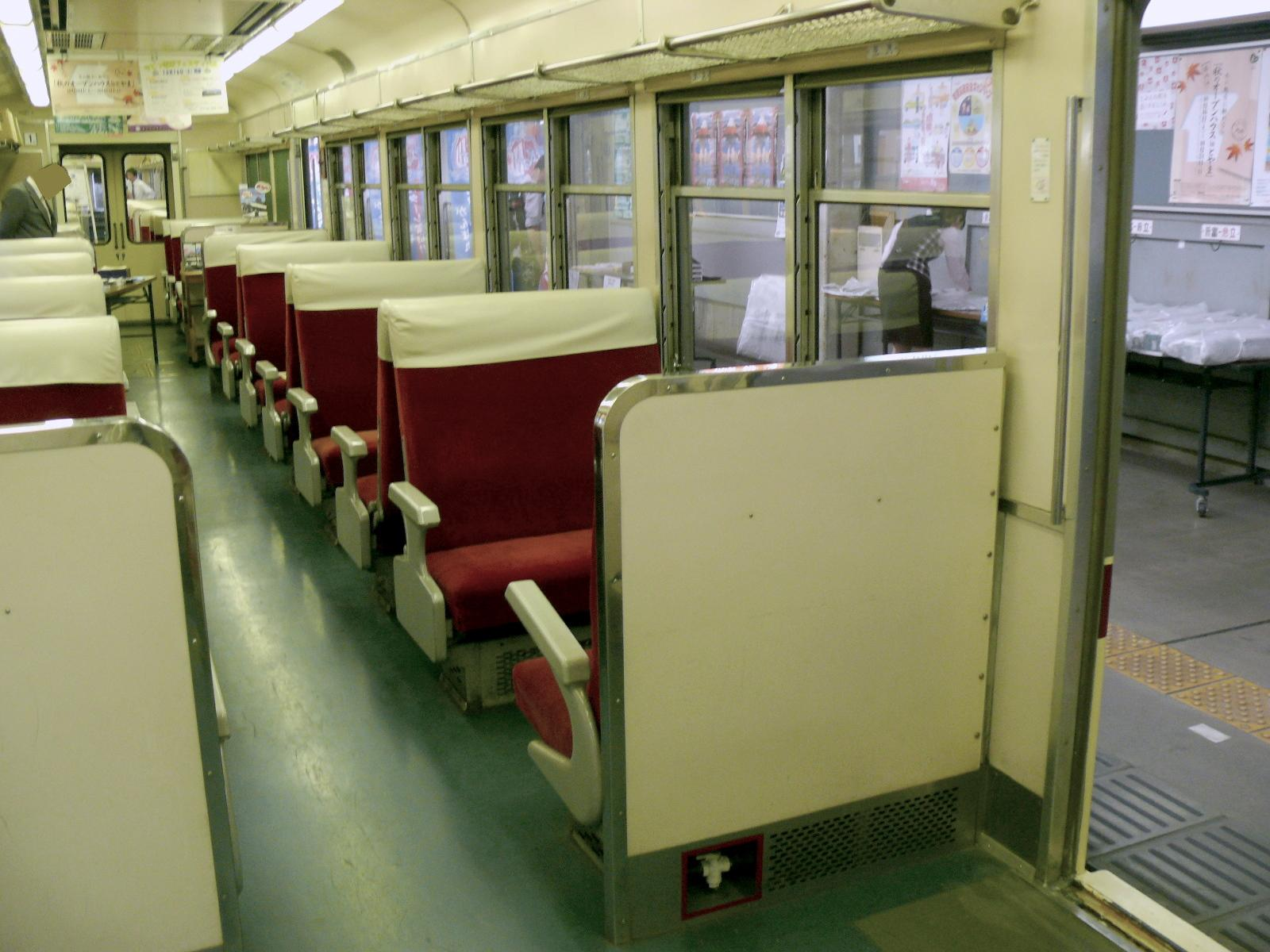
モハ10025の車内 （2010年10月16日）
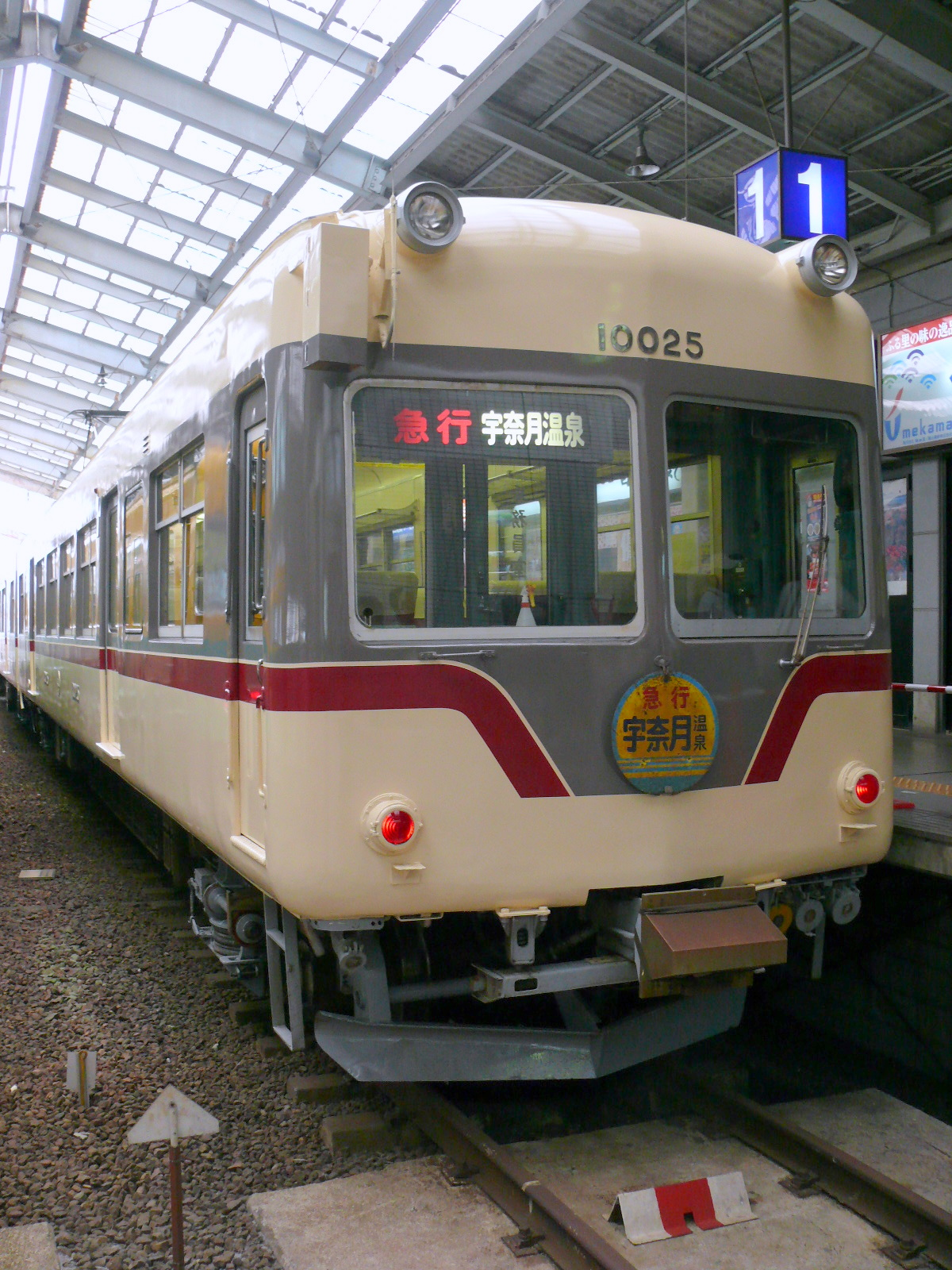
イベントで行先表示板を掲げた10025 （2005年7月2日）
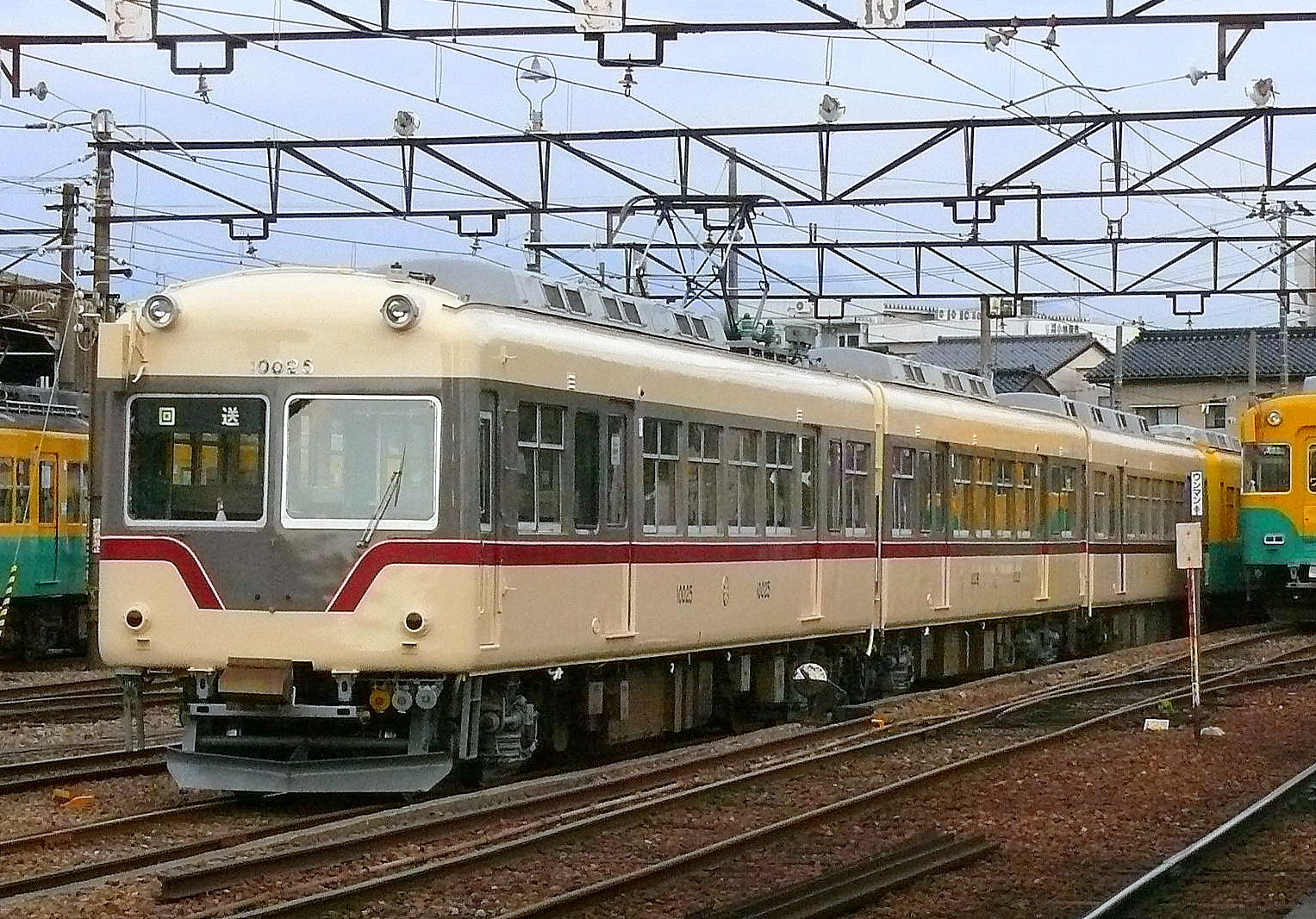

## 沿革
1961年に第1編成がサハ220形221を挟んで登場した。翌1962年には14720形が登場しているが、形式の末尾が「20」で共通していることからも分かる通り、電動機出力の差異を除けば同一のグループである。
1964年には第2・第3編成も同様にサハ220形223・224を挟んで登場した。1969年にサハ220形を外して2両固定になった（サハ220形は運転台を設置し制御車化、クハ170形171・173・174となった）。またクハ173・174は1995年にクハ170形から分割され、形式名がクハ173形に変更された。
1993年までに全車冷房化が行なわれたが、能力が低いため夏場はあまり運用されない状況であった。さらに、2007年現在、同社の電車形式（増結用のクハ170形およびサハ111、112形を除く）では、唯一ワンマン化改造は行なわれず、2004年に特急がワンマン化されて以降は、常時クハ173形またはクハ174形との3連を組み朝ラッシュ時に限定運用されるのみとなっている。
また、老朽化のため、2005年に第1編成、2006年に第2編成が除籍され、2007年3月に第1編成はデキ14730形とともに留置されていた稲荷町テクニカルセンターから上市駅構内に回送された後、解体された。
2013年4月には、第3編成に連結されていたクハ174が休車となったため、クハ175（14760形と同一構造の増結用新造車）と3両編成を組むようになった。
最後まで残っていた第3編成も、2019年9月29日のラストランイベントをもって引退し、2020年1月に14720形と共に解体のため搬出された。

## その他
- 登場当初、前照灯は窓上中央・左右に3灯あったが、後に現在のシールドビーム2灯に改造された。
- 台車交換の際、スカートが取り付けられたが、2000年頃に行われた連結器交換の際に取り外されている。
- 一時期、ミュージックホーンが取り付けられていたことがあったが、14760形に移設し使用された後、現在は撤去されている。
- 2007年6月26日に、初めて同社の車両を会場にした結婚披露宴が行われ、同系列にクハ170形を増結（客扱いせず、運転士のみ乗車）して使用される。この結婚披露宴列車は特製のヘッドマークを取り付け、同社の各鉄道線を団体列車として運行された。